# Arkādijs Pavlovs
Arkādijs „Arkaša“ Pavlovs (* 20. Januarjul. / 2. Februar 1903greg. in Riga; † 26. Juni 1960 ebenda) war ein lettischer Fußballspieler russischer Herkunft. Er gilt als einer der besten lettischen Fußballspieler der 1920er Jahre.

## Karriere und Leben
Der Vater von Arkādijs Pavlovs wurde Ende des 19. Jahrhunderts Witwer und zog mit seinen vier Kindern Olga, Anna, Nadezhda und Vyacheslav von Charkiw nach Riga. In Riga heiratete sein Vater Sergej (1863–1934) die Estin Paula Piva (1872-unbekannt) und sie bekamen einen Sohn, Arkādijs.
Schon in der Grundschulzeit interessierte er sich für Fußball und begann in jungen Jahren ihn zu spielen. Später war er am Alexander-Gymnasium in Riga festes Mitglied der Schulmannschaft. 1915, während des Ersten Weltkriegs, flüchtete Pavlovs mit seinen Eltern nach Jekaterinoslaw, wo er an organisierten Turnieren teilnahm. Nach seiner Rückkehr nach Riga im Jahr 1921 besuchte er das russische Privatgymnasium von N. Bogojavlenska, wo er 1924 seinen Abschluss machte. Bis dahin hatte er Fußball bei Marss Riga und FK Amateris gespielt. Noch im selben Jahr begann er, beim RFK Riga zu spielen, der damals zu einem der besten Vereine in Lettland zählte. Zwischen 1925 und 1926 absolvierte Pavlovs seinen Wehrdienst in einer schweren Artillerie-Division in den lettischen Streitkräften. 1928 heiratete er Yevdokia Reichman (1903–?), diese Ehe wurde ein Jahr später geschieden. 1931 heiratete er Vera Popkova (1909–1993), mit der er einen Sohn namens Oleg (1933–1999) hatte.
Mit der Mannschaft des RFK Riga, wo er lange Zeit Kapitän war, gewann er zwischen 1924 und 1934 fünfmal die Lettische Fußballmeisterschaft und zweimal den Riga Cup (1924 und 1925). Von 1935 bis 1939 vertrat Pavlovs die Mannschaft von Kružoks Riga in der vorwiegend Russen spielten. Von 1924 bis 1933 vertrat Pavlov die Lettische Fußballnationalmannschaft, wo er als linker Flügelspieler und Stürmer spielte. Insgesamt bestritt er 37 Spiele und erzielte dabei 8 Tore. 1924 nahm er mit der Mannschaft an den Olympischen Spielen in Paris teil. Die lettische Mannschaft verlor im Achtelfinale gegen den Gastgeber Frankreich mit 0:7. 1928 wurde er beim ersten Baltic-Cup-Turnier in Tallinn bester Torschütze der Mannschaft, erzielte 3 Tore in 5 Spielen und gewann das Turnier mit Lettland. Von 1928 bis 1929 hielt Pavlovs Lettlands Rekord für internationale Länderspieltore. 1933 gewann er den Titel des Baltikums letztmals. Im selben Jahr wurde ihm die höchste Auszeichnung des Lettischen Fußballverbandes verliehen.
Pavlovs arbeitete von 1927 bis 1940 beim britischen Ölkonzern Shell, zunächst als Schlossergehilfe, später als Lagerleiter. Nach Beendigung seiner Arbeitsposition bei Shell begann er in einer Organisation für die Ölverwaltung der Lettischen SSR zu arbeiten. Ab dem 21. August 1940 fungierte Pavlovs als Vorstandsvorsitzender des Fußballverbandes der Region Riga. Während der deutschen Besatzung im Zweiten Weltkrieg erhielt er einen Pass, der ein Recht auf einen freien Zuschauerplatz bei allen Fußballspielen garantierte. Um nicht in die Lettischen SS-Verbände eingezogen zu werden, tauchte Pavlovs unter.
Nach dem Zweiten Weltkrieg arbeitete er als Trainer an einer Kindersportschule. In den letzten Jahren seines Lebens arbeitete Pavlovs als Buchhalter.
Er starb im Jahr 1960 im Alter von 57 Jahren und wurde auf dem Friedhof Torņakalns im gleichnamigen Stadtteil von Riga beerdigt.

## Erfolge
mit dem RFK Riga:
- Lettischer Meister: 1924, 1925, 1926, 1930, 1931

mit Lettland:
- Baltic Cup: 1928, 1933